# Органография
Органография (др.-греч. ὄργανον — орган и γράφω — пишу) — в биологии учение о внешней форме организмов и их отдельных частей.

## История
Первым органографию стал изучать Аристотель, который рассмотрел части растения в виде отдельных органов и рассмотрел родство между различными органами и различными функциями. В XVII в. Иоахим Юнг (1587—1657) чётко обосновал, что растения состоят из различных типов органов, таких как корень, стебель и лист. Юнг продолжил охарактеризовывать типы органов на основании их форм и месторасположения.